# سترلاتس
سترلاتس (به صربی: Strelac) یک منطقهٔ مسکونی در صربستان است که در Opština Babušnica واقع شده‌است. سترلاتس ۲۱۴ نفر جمعیت دارد.